# Nguyễn Quang Tuấn (đạo diễn)
Nguyễn Quang Tuấn là nam nhà báo, nhà quay phim, đạo diễn - sản xuất phim tài liệu người Việt Nam. Ông hiện là Chủ tịch Hãng phim Tài liệu và khoa học Trung ương và được Nhà nước phong tặng danh hiệu Nghệ sĩ ưu tú năm 2019.

## Tác phẩm
| Năm  | Tựa đề                    | Đồng đạo diễn    | Vai trò khác | Chú thích |
| ---- | ------------------------- | ---------------- | ------------ | --------- |
| 2011 | Thầy mo làm y tế          |                  |              | [ 4 ]     |
| 2015 | Trường Sa - Việt Nam      | Trần Tuấn Hiệp   |              | [ 5 ]     |
| 2014 | Gieo chữ trên mây         |                  |              | [ 5 ]     |
|      | Lộc nước                  | Không            | Quay phim    |           |
| 2017 | Con đường phía trước      | Nguyễn Văn Kiểm  |              |           |
| 2021 | Giặc nội xâm              |                  |              |           |
| 2021 | Cuộc chiến không giới hạn | Nguyễn Ánh Ngọc  |              | [ 6 ]     |
|      | Mắt bão                   | Không            | Quay phim    |           |
| 2024 | Đồng hành cùng lịch sử    | Nguyễn Ánh Ngọc  |              | [ 7 ]     |
| 2024 | Trên đỉnh Phja Khao       | Đặng Thị Kim Sơn |              | [ 8 ]     |

## Giải thưởng
| Năm  | Giải thưởng                                                         | Phim / người đề cử                | Hạng mục                  | Kết quả           | Chú thích |
| ---- | ------------------------------------------------------------------- | --------------------------------- | ------------------------- | ----------------- | --------- |
|      | Giải Báo chí toàn quốc phòng, chống tham nhũng, tiêu cực lần thứ ba | Giặc nội xâm                      |                           | Giải Đặc biệt     | [ 9 ]     |
| 2015 | Giải báo chí quốc gia 2014                                          | Gieo chữ trên mây                 | Phim tài liệu truyền hình | Giải khuyến khích | [ 10 ]    |
| 2017 | Liên hoan phim Việt Nam lần thứ 20                                  | Nguyễn Quang Tuấn (phim Lộc nước) | Quay phim xuất            | Đoạt giải         | [ 11 ]    |
| 2015 | Liên hoan phim Việt Nam lần thứ 19                                  | Trường Sa - Việt Nam              | Phim tài liệu             | Bằng khen         | [ 12 ]    |
| 2023 | Giải Cánh diều 2023                                                 | Nguyễn Quang Tuấn (phim Mắt bão)  | Quay phim xuất            | Đoạt giải         | [ 13 ]    |